# Tribalistas (álbum de 2017)
Tribalistas é o segundo álbum de estúdio do supergrupo brasileiro Tribalistas, formado por Marisa Monte, Arnaldo Antunes e Carlinhos Brown. No Brasil, o seu lançamento ocorreu em 25 de agosto de 2017, após quinze anos do sucesso do álbum de estreia.

## Antecedentes
Em 2002, os parceiros de longa data Marisa Monte, Arnaldo Antunes e Carlinhos Brown se juntam e formam o supergrupo Tribalistas. O primeiro álbum, contendo treze faixas inéditas, foi lançado no fim do ano, tendo seu lançamento internacional somente no ano seguinte, em 2003. O disco logo foi consagrado um sucesso da música popular brasileira, alcançando a primeira posição nas paradas musicais e um disco de diamante pela venda de 1,5 milhão de cópias somente no Brasil, sem divulgação e entrevistas cedidas pelos integrantes.
Apesar do trio ter se reunido ao vivo em poucas e raras ocasiões, em 2003, o trio recebeu cinco indicações ao Grammy Latino ganhando o prêmio de Melhor Álbum Pop Contemporâneo Brasileiro e a faixa "Velha Infância" foi a faixa mais tocada na década de 2000, enquanto "Já Sei Namorar" ficou em 20º lugar.
Em 2013, os Tribalistas lançam o single "Joga Arroz", em apoio da aprovação do casamento civil entre pessoas do mesmo sexo. A canção esteve no site da da campanha Casamento Civil Igualitário, promovida pelo deputado Jean Wyllys, e também não foi promovida em TV e rádios.
Ao londo de 2016, Monte, Antunes e Brown realizam duas fugas com todos os três presentes para Salvador, na Bahia, onde compuseram de duas a três canções por dia. Dessas reuniões, o trio realizou aproximadamente 20 composições, no total.
Mais tarde, em novembro do mesmo ano, Marisa surpreendeu ao convidar Arnaldo Antunes e Carlinhos Brown para cantar "Velha Infância", "Já Sei Namorar" e "Passe Em Casa" em seu show realizado na Concha Acústica de Salvador, fazendo com que a mídia especulasse um possível retorno dos Tribalistas, que nunca chegaram a realizar uma turnê juntos.

## Lançamento e Divulgação
Após diversas especulações entre o público e os meios de comunicação, Marisa Monte, Arnaldo Antunes e Carlinhos Brown anunciam o tão aguardado retorno em uma transmissão ao vivo, sem anúncio prévio, que ocorreu simultaneamente no Facebook dos três. No vídeo, o trio antecipou quatro das dez faixas que estarão presentes no segundo álbum de estúdio, são elas: "Diáspora", "Aliança", "Um Só" e "Fora da Memória", que logo alcançaram as primeiras posições das paradas assim que disponibilizadas.
Além dos três principais, o grupo ainda anunciou novas parcerias com Pedro Baby e Pretinho da Serrinha em duas faixas. Também foi confirmado um DVD, filmado durante as gravações do segundo disco entre os meses de março e abril de 2017, e o "Especial Tribalistas", um programa que apresenta as canções inéditas do trio, exibido no dia 31 de agosto  na Rede Globo. Após a exibição do especial, todas as músicas do álbum emplacaram nas paradas da iTunes Store e o disco alcançou as primeiras posição de diversos países da América do Sul e Europa.
O álbum também ganhou um hand album, encarte digital exclusivo que traz as canções, vídeos, cifras, fichas técnicas e fotos do trio durante as gravações do disco, fruto de uma parceria com o Facebook e o principal serviço de streaming Spotify.
Em 24 de agosto, o grupo anuncia em suas redes sociais a capa do álbum e a lista com seis faixas restantes, além dos primeiros singles divulgados. O disco foi disponibilizado em todas as plataformas digitais no dia seguinte, em 25 de agosto, alcançando a 1ª posição da iTunes Store no Brasil, a 2 ª em Portugal, a 5ª na Argentina e no Chile, a 6ª na Colômbia e a 14ª na Espanha, além de outras posições em países como Itália, França e Bélgica. Além disso, o clipe de "Ânima" alcançou 2ª posição no Brasil e a faixa "Os Peixinhos", com participação de Carminho, a 39ª posição em Portugal. Com o sucesso do mais novo lançamento, o álbum Tribalistas, de 2002, também voltou às paradas, subindo para a 8ª posição no Brasil.
Mais tarde, em 28 de março de 2018, Marisa Monte, Arnaldo Antunes e Carlinhos Brown anunciam oficialmente, depois de diversos pedidos de fãs e rumores da mídia, a Tribalistas Tour 2018, primeira turnê conjunta do trio, que percorrerá grandes estádios e arenas em dez capitais brasileiras, entre elas Salvador, Rio de Janeiro, Recife, Fortaleza, São Paulo, Porto Alegre, Belém, Curitiba, Brasília e, por fim, Belo Horizonte, num total de apenas dez apresentações.

## Capa e encarte

### CD e DVD
A capa do CD e DVD Tribalistas apresenta uma arte de Luiz Zerbini — um dos mais aclamados artistas contemporâneos e multimídia brasileiros e amigo de Monte, Antunes e Brown, por quem foi convidado após uma visita ao estúdio — que acompanhou o dia a dia das gravações do disco, criando e produzindo ilustrações ao vivo enquanto as faixas eram produzidas e gravadas. Os desenhos realizados por Zerbini fazem parte do encarte do disco sob o projeto gráfico de Lêka Coutinho e Fabiano Feroli.

### Hand Album
Com os novos lançamentos, os Tribalistas optaram por ir além dos tradicionais formatos de discos e inauguraram uma plataforma musical em parceria com o Facebook e o Spotify, chamada Hand Album (álbum de mão, em tradução livre), uma espécie de encarte digital. A ferramenta — que traz letras, cifras, fotos, vídeos, músicas e a ficha técnica de cada faixa — foi feita a partir de um pedido de Marisa Monte, Arnaldo Antunes e Carlinhos Brown para dar um outro significado ao consumo de música digital. O trio é o primeiro grupo do mundo a testá-la, visto que seu público abrange mais de 52 países fazendo com que o recurso ultrapasse os âmbitos nacionais.
A plataforma foi desenvolvida por brasileiros, a partir de uma maratona de programação no Rio de Janeiro e testes de protótipos até alcançar uma linguagem fácil para o público, e finalizada por profissionais dos Estados Unidos e Europa.

## Lista de faixas
| N.º            | Título                                        | Compositor(es)                                          | Duração |  |
| 1.             | "Diáspora"                                    | Arnaldo Antunes, Carlinhos Brown, Marisa Monte          | 4:04    |  |
| 2.             | "Um Só"                                       | Antunes, Brown, Monte, Brás Antunes                     | 3:19    |  |
| 3.             | "Fora da Memória"                             | Antunes, Brown, Monte, Pedro Baby, Pretinho da Serrinha | 3:53    |  |
| 4.             | "Aliança"                                     | Antunes, Brown, Monte, Baby, Serrinha                   | 3:57    |  |
| 5.             | "Trabalivre"                                  | Antunes, Brown, Monte, Carminho                         | 3:43    |  |
| 6.             | "Baião do Mundo"                              | Antunes, Brown, Monte                                   | 3:17    |  |
| 7.             | "Ânima"                                       | Antunes, Brown, Monte, Cezar Mendes                     | 3:54    |  |
| 8.             | "Feliz e Saudável"                            | Antunes, Brown, Monte                                   | 2:50    |  |
| 9.             | "Lutar e Vencer"                              | Antunes, Brown, Monte                                   | 2:54    |  |
| 10.            | "Os Peixinhos" (com participação de Carminho) | Antunes, Brown, Monte, Carminho                         | 4:27    |  |
| Duração total: | Duração total:                                | Duração total:                                          | 38:45   |  |

## Recepção

### Crítica profissional
| Críticas profissionais | Críticas profissionais |
| Avaliações da crítica  | Avaliações da crítica  |
| Fonte                  | Avaliação              |
| ---------------------- | ---------------------- |
| Zero Hora              | [ 12 ]                 |
| Folha de S.Paulo       | [ 13 ]                 |
| Helder Maldonado       | Desfavorável           |
| O Estado de S. Paulo   | Favorável              |
| O Globo                | Regular                |
| Hoje em Dia            | Desfavorável           |

Tribalistas recebeu de críticas mistas a negativas da imprensa, que o considerou um trabalho inferior à estreia do trio ou, em alguns casos, simplesmente desnecessário.
Escrevendo para o jornal Zero Hora, Alexandre Lucchese expressou descrença de que o álbum repita o sucesso comercial de seu antecessor, para evitar risco de tragédia. Apontou o tom político e apartidário como evidência do amadurecimento da banda, chamou o título de "preguiçoso" e elogiou a faixa "Um Só", embora a tenha considerado uma repetição de "Tribalistas", do primeiro disco. Concluiu sua análise dizendo que "o álbum dificilmente cria estranhamento ou repulsa, embora também seja pouco provável que gere grande empatia – euforia já seria pedir demais".
Marco Aurélio Canônico foi mais crítico ao álbum, o qual chamou de "menos criativo, menos inspirado, menos necessário". Disse que o som parecido dos dois discos pode ser visto tanto como "identidade" quanto como "sinal de fadiga criativa". Por outro lado, considerou que as faixas assinadas somente pelo grupo funcionam melhor que as parcerias. Encerrou sua análise afirmando que "nos tempos cínicos e belicosos que seguem, os Tribalistas parecem deslocados com seu espírito paz e amor –talvez justamente por isso sejam necessários. Mas seu novo trabalho mostra um trio que não é apenas menor do que a soma de suas partes isoladas, mas do que já foi".
Em seu blog no portal R7, Helder Maldonado disse que o álbum "se arrasta em músicas com arranjos pouco inspirados e letras engajadas ideologicamente". Para ele, o álbum não consegue repetir a "elegância" da estreia e é "quase hermético e demasiadamente focado na introspecção". Além disso, para ele, a participação de outros músicos descaracterizou o projeto. Por fim, disse que "talvez os Tribalistas quisessem mesmo inovar e lançar algo completamente diferente do disco que os consagrou. E conseguiram. E mudar é saudável. O problema é que nem sempre é para melhor."
Escrevendo para O Globo, Bernardo Araujo considerou que o álbum vem "sem crise, mas sem grandes sacadas, tampouco" e que "os fãs de carteirinha do trio vão, mais uma vez, se esbaldar, mas os Tribalistas, mais uma vez, dão a impressão de divertir-se mais do que o público". Falando especificamente sobre a abertura "Diáspora", considerou como "azar" que ela fosse lançada no mesmo dia que "As Caravanas", de Chico Buarque (canção que lida com assunto semelhante).
No Hoje em Dia, Lucas Buzatti afirmou que o álbum "tropeça ao tentar repetir o feito [do disco anterior] com fórmulas manjadas e temas batidos". Elogiou faixas como "Diáspora", "Fora da Memória" e "Trabalivre", mas criticou "Um Só", "Aliança", "Baião do Mundo" e "Ânima", reservando comentários mornos para "Feliz e Saudável", "Lutar e Vencer" e "Peixinhos". Concluiu seu texto dizendo que "Tribalistas empaca no mais do mesmo. Se por um lado o trio finca o pé na assinatura, por outro explana uma previsibilidade frustrante para quem espera pelo novo."
Adriana Del Ré, d'O Estado de S. Paulo, foi na contramão das outras críticas. Para ela, a volta preservando o "DNA 'tribalístico'" foi um "alento" e reunir-se sem fazê-lo não faria sentido. Por outro lado, constatou uma mudança nas letras, que foram de "uma certa inocência" no disco de 2002 para "uma postura mais politizada" no lançamento de 2017.

### Desempenho nas tabelas musicais
| Tabela musical (2017)                   | Melhor posição |
| --------------------------------------- | -------------- |
| Estados Unidos (Billboard World Albums) | 13             |

### Trilhas sonoras
- A faixa "Aliança" faz parte da trilha sonora da telenovela das nove O Outro Lado do Paraíso (2017), da Rede Globo.
- A faixa "Um Só" faz parte da trilha sonora da série Malhação: Vidas Brasileiras (2018), da Rede Globo.
- A faixa "Diáspora" faz parte do tema de abertura da telenovela das seis Órfãos da Terra (2019), da Rede Globo.

### Prêmios e indicações
| Ano  | Cerimônia                       | Categoria                                      | Resultado |
| ---- | ------------------------------- | ---------------------------------------------- | --------- |
| 2018 | A2IM Libera Awards 2018         | Best World Album                               | Indicado  |
| 2018 | Prêmio da Música Brasileira     | Projeto Visual                                 | Indicado  |
| 2018 | Prêmio da Música Brasileira     | Melhor Grupo de Pop/Rock/Reggae/Hip-hop/Funk   | Indicado  |
| 2018 | 19th Annual Latin Grammy Awards | Melhor Canção em Língua Portuguesa - "Aliança" | Indicado  |

## Créditos
De acordo com a ficha técnica do disco, todo o processo de elaboração de Tribalistas atribui os seguintes créditos:
Gestão
- Monte Criação e Produção Ltda. (Phonomotor): gravadora, proprietária de direitos autorais/direitos autorais fonográficos
- Rosa Celeste (Universal Music Publishing Group): gravadora, proprietária de direitos autorais/direitos autorais fonográficos
- Ed. Candyall Music (SLEM): gravadora, proprietária de direitos autorais/direitos autorais fonográficos
- Universal Music Group: distribuição nacional/internacional

Visuais e imagem
| - Capa e desenho: Luiz Zerbini - Projeto gráfico: Lêka Coutinho e Fabiano Feroli - Coordenação gráfica: Geysa Adnet - Revisão: Luiz Augusto | - Mídias sociais: Marco Froner e Carol Coelho - Cifras: Dadi Carvalho - Clearances: Solange Ruiz |

Produção
| - Produção: Marisa Monte - Co-produção: Arnaldo Antunes, Carlinhos Brown, Alê Siqueira e Daniel Carvalho - Direção de produção: Leonardo Netto - Gravação: Alê Siqueira e Daniel Carvalho | - Edição: Alê Siqueira, Daniel Carvalho e Marisa Monte - Mixagem e masterização: Daniel Carvalho - Produção executiva: Suely Aguiar - Coordenação de estúdio: Marcio Barros |

Instrumentação
| - Marisa Monte: vocais, violão, palmas, reco-reco, percussão de boca, Fender Rhodes, Hammond, pandeiro, colher de pau e escaleta - Arnaldo Antunes: vocais, palmas, percussão de boca - Carlinhos Brown: vocais, eletrônicos artesanais, berimbau, tamborim, bateria, bongô, conga, shaker, Hammond, karkabou, bacurinha, beatbox, ganzá, afoxés, gongo, prato-condução, cajón, pandeirola, zampogna, Tenori-On, temple block, wood block, gã, Qchord, timbau, tumbadora, dissipador de calor, karkabou, gaita de la sierra, pau de chuva, caixa de música, chimes, caixa, contratempo, cowbell, sanfona, panelas, repique, agogô, pulseira e clave | - Carminho: vocal, metalofone, reco-reco e percussão de boca - Dadi Carvalho: violão, guitarra, guitarra sitar, palmas, baixo, Hammond, piano, bandolim e Fender Rhodes - Cezar Mendes: violão, palmas - Pedro Baby: violões e guitarra - Pretinho da Serrinha: cavaquinho |

## Histórico de Lançamento
| País           | Data                 | Formato(s)          | Gravadora                          |
| -------------- | -------------------- | ------------------- | ---------------------------------- |
| Brasil         | 1 de maio de 2018    | LP                  | Polysom                            |
| Brasil         | 25 de agosto de 2017 | CD Download digital | Phonomotor Records Universal Music |
| Argentina      | 25 de agosto de 2017 | Download digital    | Phonomotor Records Universal Music |
| Chile          | 25 de agosto de 2017 | Download digital    | Phonomotor Records Universal Music |
| Estados Unidos | 25 de agosto de 2017 | Download digital    | Phonomotor Records Universal Music |
| Canadá         | 25 de agosto de 2017 | Download digital    | Phonomotor Records Universal Music |
| México         | 25 de agosto de 2017 | Download digital    | Phonomotor Records Universal Music |
| Reino Unido    | 25 de agosto de 2017 | Download digital    | Phonomotor Records Universal Music |
| Irlanda        | 25 de agosto de 2017 | Download digital    | Phonomotor Records Universal Music |
| Portugal       | 25 de agosto de 2017 | Download digital    | Phonomotor Records Universal Music |
| França         | 25 de agosto de 2017 | Download digital    | Phonomotor Records Universal Music |
| Espanha        | 25 de agosto de 2017 | Download digital    | Phonomotor Records Universal Music |
| Itália         | 25 de agosto de 2017 | Download digital    | Phonomotor Records Universal Music |
| Bélgica        | 25 de agosto de 2017 | Download digital    | Phonomotor Records Universal Music |
| Alemanha       | 25 de agosto de 2017 | Download digital    | Phonomotor Records Universal Music |
| Países Baixos  | 25 de agosto de 2017 | Download digital    | Phonomotor Records Universal Music |
| Suíça          | 25 de agosto de 2017 | Download digital    | Phonomotor Records Universal Music |
| Austrália      | 25 de agosto de 2017 | Download digital    | Phonomotor Records Universal Music |
| Nova Zelândia  | 25 de agosto de 2017 | Download digital    | Phonomotor Records Universal Music |
| Japão          | 25 de agosto de 2017 | Download digital    | Phonomotor Records Universal Music |
| China          | 25 de agosto de 2017 | Download digital    | Phonomotor Records Universal Music |